# Athelstaneford
Athelstaneford ist ein Dorf in der schottischen Council Area East Lothian. Es liegt im Norden der Region rund drei Kilometer nordöstlich von Haddington und sieben Kilometer südlich von North Berwick.

## Geschichte
Der Name der Ortschaft leitet sich von dem angelsächsischen König Æthelstan (nicht zu verwechseln mit Æthelstan) ab, der im 9. Jahrhundert an diesem Ort eine Schlacht gegen den Piktenkönig Óengus II. geschlagen haben soll. Am Morgen der Schlacht soll sich am Himmel ein weißes Kreuz gezeigt haben, welches die Angelsachsen erschrak und den Pikten den Sieg ermöglichte. Diese Erscheinung bildet die Vorlage für das Motiv der heutigen schottischen Flagge, die im Anschluss an die Schlacht erstmals verwendet wurde. Ob diese Schlacht tatsächlich stattgefunden hat, ist jedoch nicht gesichert.
Bereits seit dem 12. Jahrhundert befand sich eine Kirche am Standort der heutigen Athelstaneford Parish Church. Die heutige Kirche stammt aus den 1860er Jahren und wurde von den Herren des nahegelegenen Gilmerton House in Auftrag gegeben. Diese ließen Athelstaneford im späten 18. Jahrhundert als Plansiedlung zur Unterbringung ihrer landwirtschaftlichen Arbeitskräfte erbauen. Webereien entwickelten sich in der Ortschaft, die jedoch zwischenzeitlich wieder geschlossen wurden. Bei Zensuserhebung 1991 lebten in Athelstaneford 250 Personen.